# 桝川浩司
桝川 浩司（ますかわ こうじ 1969年9月23日 - ）は、日本の元アイスホッケー選手。フォワード。右利き。

## 経歴
苫小牧市立明倫中学校、北海道苫小牧東高等学校から早稲田大学に進学、同期の小堀恭之、荒沢義寛と三羽烏と呼ばれ、3年次には24シーズンぶりにインカレを制した。大学卒業後は、王子製紙アイスホッケー部に入り活躍した。
アイスホッケー日本代表にも1996年2月、1997年6月、長野オリンピック代表候補、長野カップ2004などで選ばれている。
2005年、王子製紙を退団、2006年にヨコハマ ゴールデングリフィンズに入団している。